# Tetuán
Tetuán (arab: تطوان, francia, angol: Tétouan, spanyol: Tetuán) város Marokkó északi részén. Lakossága: 380.787 fő (2014). Óvárosa (medina)  az UNESCO kulturális világörökségének része.

## Fekvése
A város Tangertól kb. 60 km-re délkeletre, a Földközi-tenger partjától 10 km-re, a Gibraltári-szorostól kissé délre fekszik a Rif előhegyének tekinthető Haouz-hegy (Jebel Haouz) déli lábánál.

## Gazdaság
Gazdaságának fő ágai a kézművesség, kereskedelem, idegenforgalom, halfeldolgozás, textil-, cigaretta- és elektronikai ipar.

## Közlekedés
Nemzetközi repülőtere a Szánijat er-Ramel repülőtér.

## Látnivalók
- Az óváros (medina), mintegy 130 szakrális épületével, műemlékeivel. A medina magjának arculatát a 16. században idemenekült andalúziai mórok és a bevándorló zsidók alakították ki. Városfala csak részletekben maradt fenn.
- A királyi palota (VI. Mohammed marokkói király nyári rezidenciája)
- A mecsetek. Ezek közül az egyik legszebb a Szidi Esz-szaidi-mecset.
- A kaszba (kasbah)

- Az óváros (El Medinah)
- A királyi palota
- A Nuestra Señora de la Victoria templom

## Sportélete
- Moghreb de Tétouan labdarúgócsapat

## Fordítás
- Ez a szócikk részben vagy egészben  a   Tétouan című német Wikipédia-szócikk fordításán alapul.  Az eredeti cikk szerkesztőit annak laptörténete sorolja fel. Ez a jelzés csupán a megfogalmazás eredetét és a szerzői jogokat jelzi, nem szolgál a cikkben szereplő információk forrásmegjelöléseként.